# Wendelin Weißheimer
Wendelin Weißheimer, né le 26 février 1838 à Osthofen et mort le 10 juin 1910 à Nuremberg, est un compositeur et maître de chapelle allemand ; il était aussi écrivain concernant la musique.

## Biographie

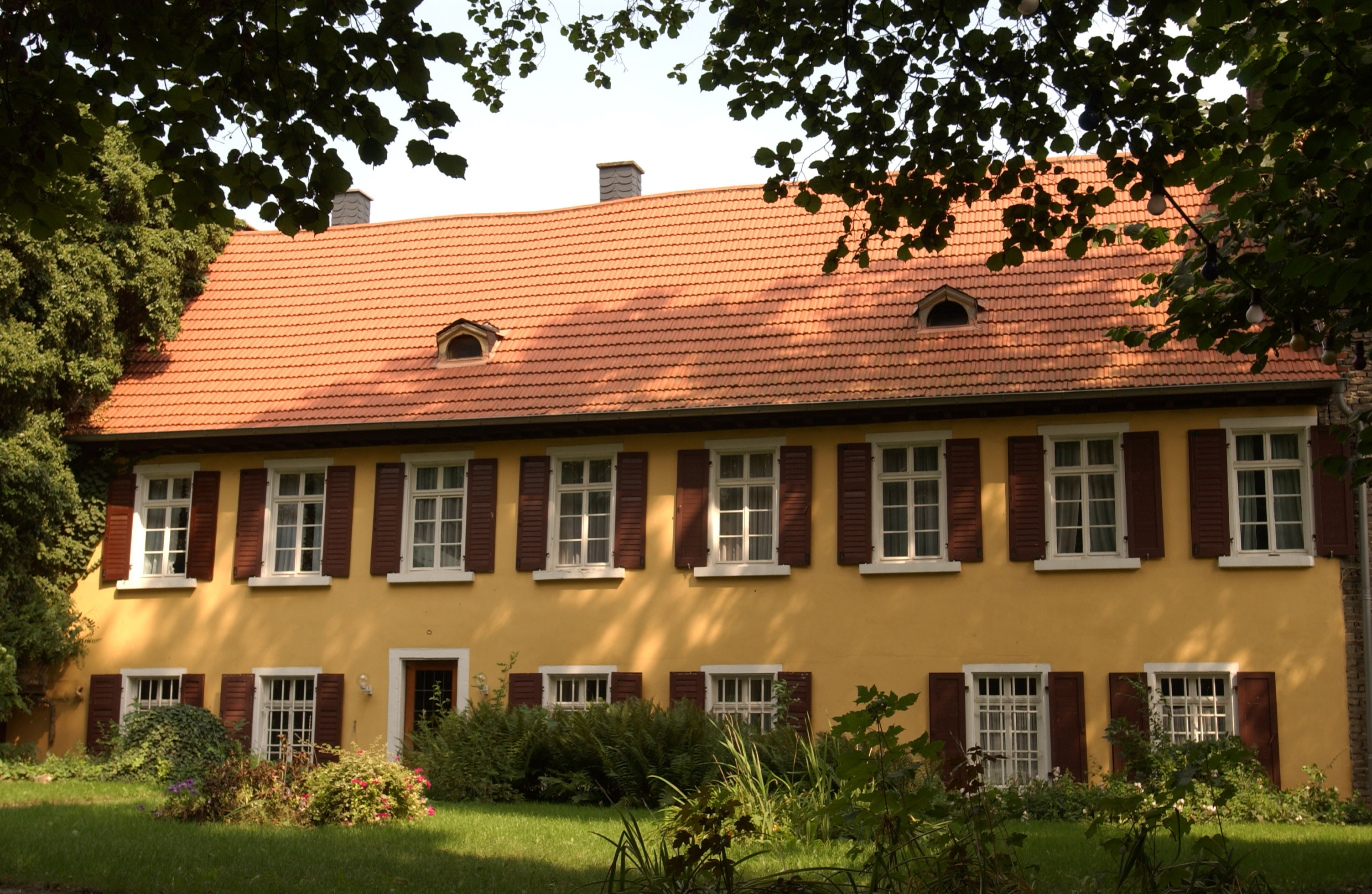
En 1838 Wendelin Weißheimer est né dans le Weingut Steinmühle.

### Origine, famille, enfance
La famille Weißheimer réside à Westhofen depuis le XIVe siècle. Le grand-père de Wendelin Weißheimer, Johann Weißheimer I, héritait un moulin (Steinmühle) de sa mère à la fin du XVIIIe siècle. Le domaine (agriculture, viticulture, élevage, moulin) était un des plus importants dans le grand-duché de Hesse et la famille Wendelin Weißheimer en est encore aujourd'hui[Quand ?] propriétaire.
Wendelin Weißheimer naît le 26 février 1838 dans le Steinmühle à Osthofen comme cadet et 8e enfant de Johann Weißheimer II et Ottilie, née Best. Ses parents étaient riches, son père était un homme très respecté et polyvalentement doué avec un sens pour l'histoire et la politique. Malgré son intention que son fils Wendelin prenne sa succession de la gérance du domaine, il lui permet les études de la musique.

### Musique

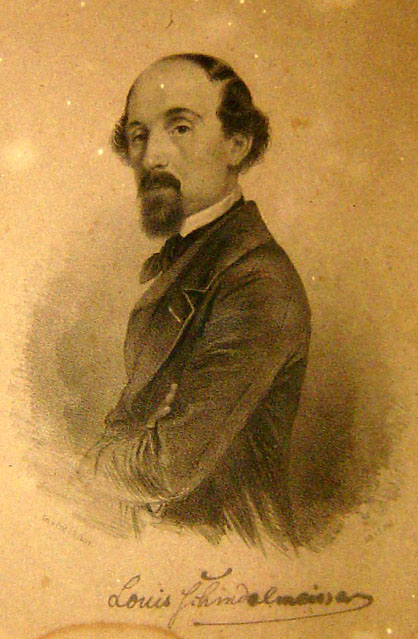
Louis Schindelmeisser avec sa signature

La découverte de la musique de Weißheimer se diffère des autres compositeurs. Il ne vient pas d'une famille de musiciens. En principe il était destiné à prendre la succession de son père et fréquentait depuis son 13e anniversaire une école commerciale à Darmstadt pour commencer en suite un apprentissage. Son professeur de piano lui donnait la possibilité de voir l'opéra Tannhäuser. Il en était très ému comme il écrivait dans son livre Erlebnisse mit Richard Wagner, Franz Liszt und vielen anderen Zeitgenossen : « Die geahnte neue Welt war mir in der Tat aufgegangen! ». Après avoir vu à Darmstadt Lohengrin et à Francfort Le Hollandais volant il se sentait dans un delirium wagnerien. À la fin de son année scolaire Wendelin Weißheimer avait l'occasion d'être introduit dans la Théorie de la musique par Louis Schindelmeisser (de) (maître de théâtre et de chapelle) ce qui lui occupait tellement qu'il commençait à composer.
Schindelmeisser était donc le premier qui découvrait le talent de Wendelin Weißheimer et le soutenait de devenir musicien. Mais d'abord il faut convaincre son père Johann Weißheimer. Au 16 mars 1856 Schindelmeisser le rencontrait dans la Steinmühle à Osthofen et à la suite de cet entretien Johann Weißheimer donnait son accord pour que Wendelin puisse commencer une formation à Leipzig. Schindelmeisser dédicaçait alors à Wendelin son portrait et une de ses lettres de Richard Wagner.

### Études de musique
Dès mai 1856 Wendelin Weißheimer était inscrit au conservatoire de Leipzig. Il y avait, comme à Weimar, une vive scène musicale. Mais à Leipzig on était plutôt conservateur contrairement à Weimar où la jeunesse révolutionnaire cherchait une nouvelle forme d'expression et d'autres contenus suivant le Nouvelle école allemande (de) autour de Franz Liszt. Après ses études à Leipzig Wendelin Weißheimer commençait comme deuxième maître de chapelle à Mayence par protection de Schindelmeisser. Avant de commencer ces activités il voyageait, avec une lettre de recommandation de Schindelmeisser, à Zurich pour rencontrer Richard Wagner y vivant en Exil. Wagner travaillait à son opéra Tristan und Isolde et il ne voulait pas être dérangé par des visiteurs. Donc Wendelin Weißheimer n'était pas accueilli tout de suite, mais au 17 juillet 1858 il avait une rencontre mémorable.

### Maître de chapelleàMayence
Au 17 juillet 1858 Wendelin Weißheimer, à l'âge de 20 ans, entrait en fonction de maître de chapelle à Mayence. Il y était souvent invité par l'éditeur Franz Schott et son épouse Betty. Après l'exécution de l'ouverture de Faust Weißheimer faisait la connaissance de son compatriote hesse rhénane Peter Cornelius (compositeur et poète) et ainsi une amitié pour la vie commençait.

### Chez Franz Liszt à Weimar
À la fin de la saison théâtrale à Mayence Wendelin Weißheimer revint à Weimar. Il y trouva un ami musical dans Franz Liszt. Il réussit à devenir son élève préféré en composition.
Au château Altenburg Weißheimer fit la connaissance de la duchesse de Sayn-Wittgenstein, l'amie de Liszt. À part Peter Cornelius, qui venait en 1860 à Weimar, il y rencontra Felix Draeseke, Hans Bronsart von Schellendorff, Carl Tausig, Bedřich Smetana, Franz Brendel et Hans Guido von Bülow. C'est à ce moment que la première exécution d'une composition de Wendelin Weißheimer a eu lieu : le 13 mars 1860 Liszt avait mis dans le programme d'un concert à la cour le premier mouvement de la symphonie de Weißheimer Le Chevalier de Toggenburg. Ces concerts n'étant accessibles que pour les courtisans et les nobles, Liszt inventa un camouflage pour que Weißheimer puisse entendre sa musique : il le plaça comme violonistes dans l'orchestre lui priant de faire semblant. Le Grand-duc et sa femme en trouvèrent plaisir et le félicitèrent pour sa belle composition. Lors de sa visite le lendemain chez Liszt Weißheimer rencontra pour la première fois sa fille Cosima mariée depuis deux ans avec le pianiste Hans Guido von Bülow.
Le point culminant du séjour de Weißheimer à Weimar fut l'année 1861. L'assemblée des musiciens à laquelle Richard Wagner assistait aussi après onze ans d'exil en Suisse s'ouvrit avec la Faust-Symphonie de Liszt sous la direction de Bülow. Weißheimer eut un grand succès avec son Grab am Busento présenté par l'orchestre de la cour et la chorale académique des étudiants d'Iéna.

### L'amitié avec Richard Wagner

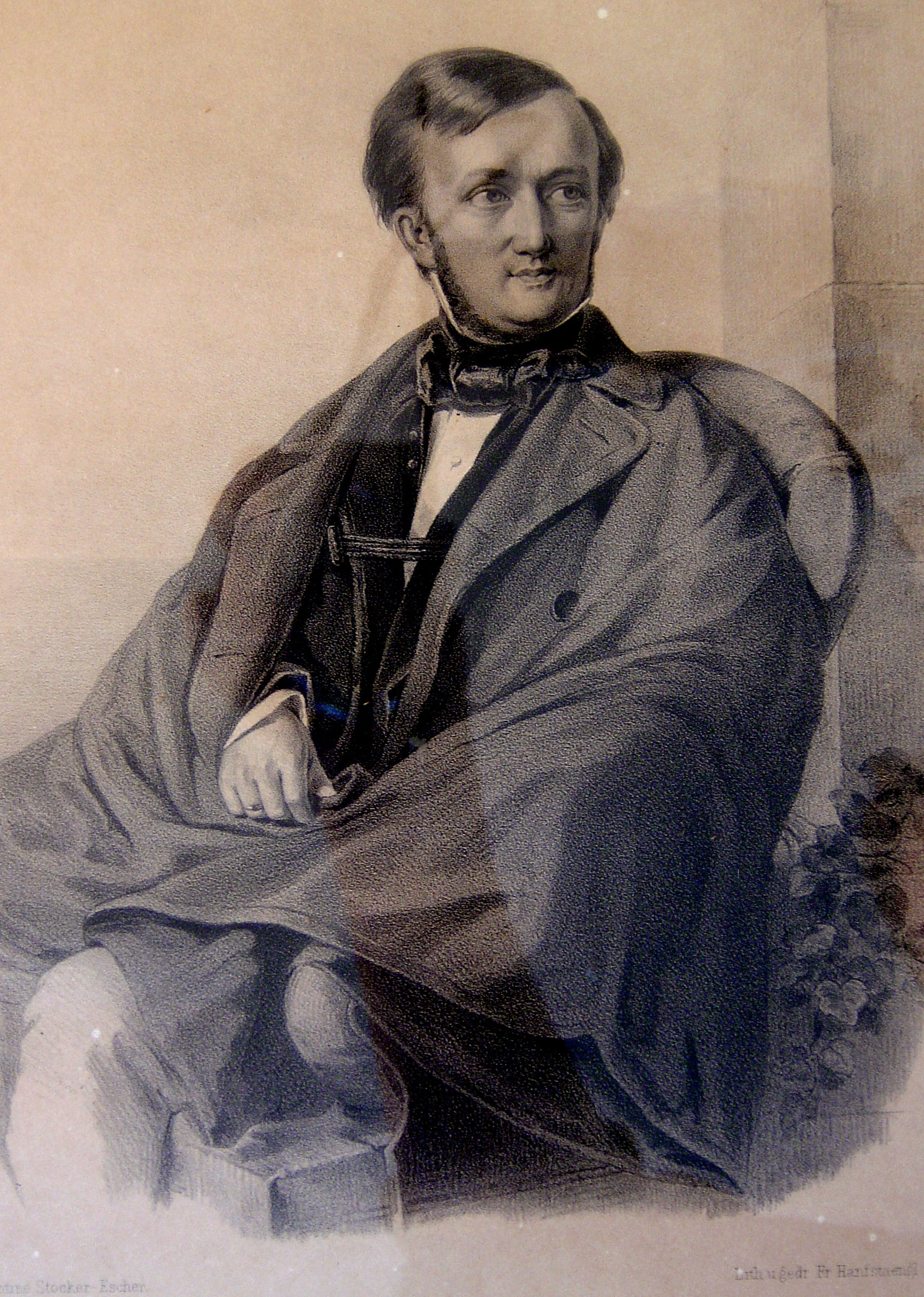
Richard Wagner

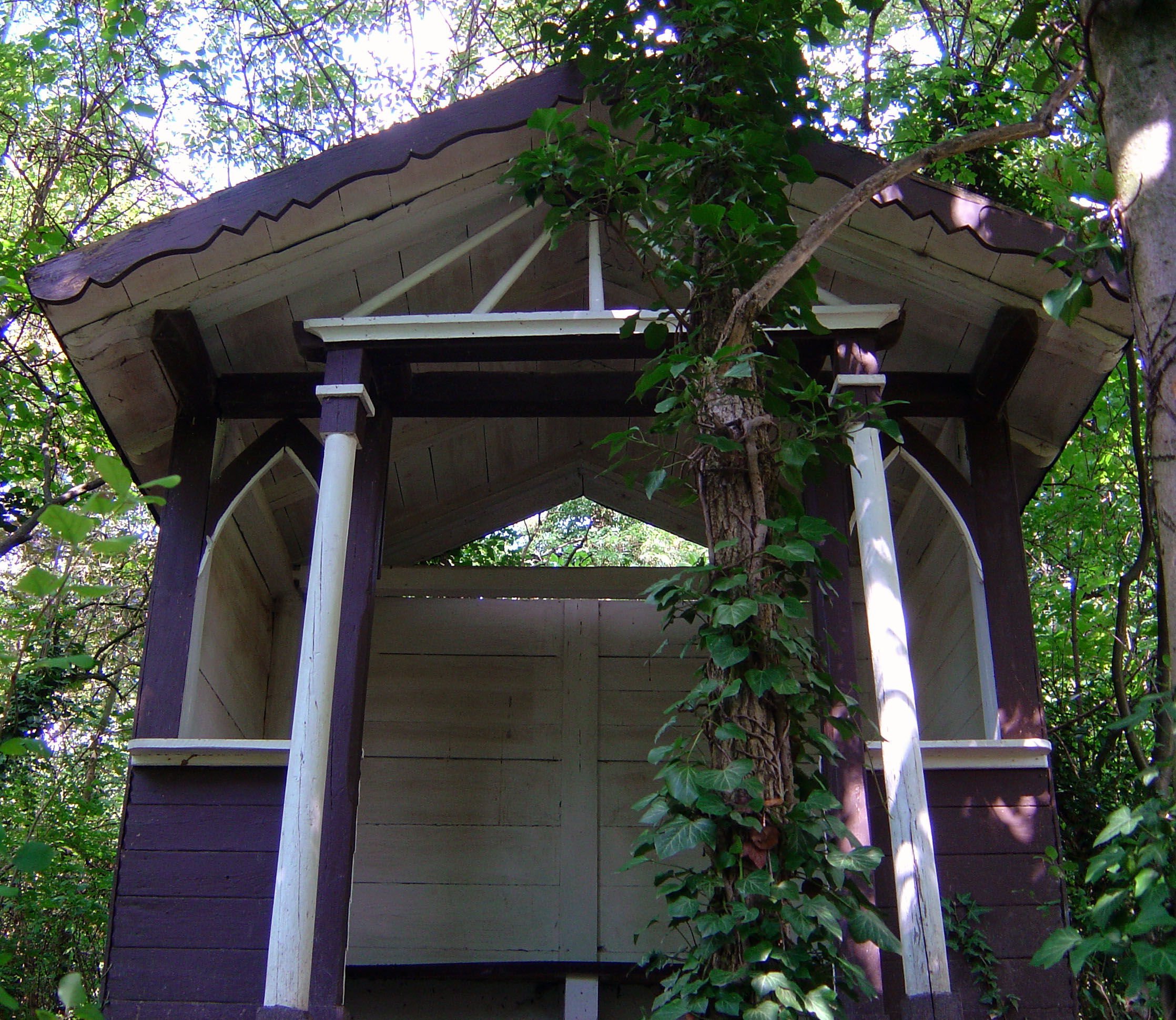
Maisonnette Richard Wagner dans le jardin Steinmühle

À l'automne 1861 Weißheimer revenait à Mayence et devenait Directeur musical au théâtre municipal. Ainsi commençait la phase la plus intéressante de sa vie, couronnée par l'amitié avec Richard Wagner.

### Ferdinand Lassalle

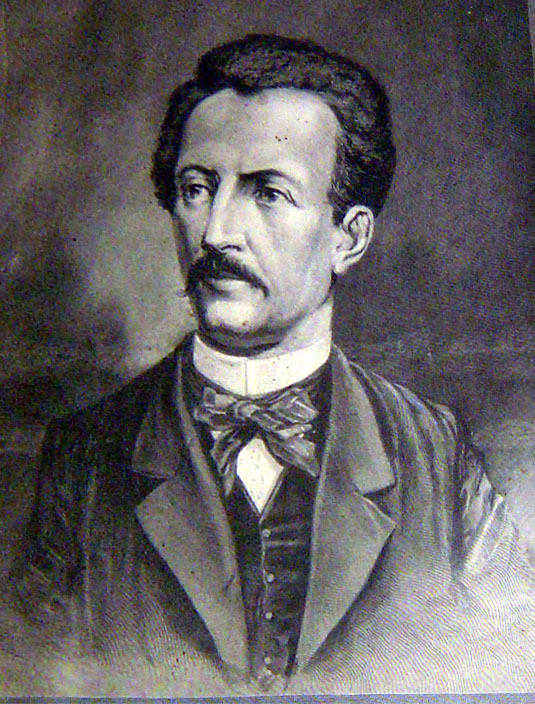
Ferdinand Lassalle

### Weißheimer comme maître de chapelle et compositeur

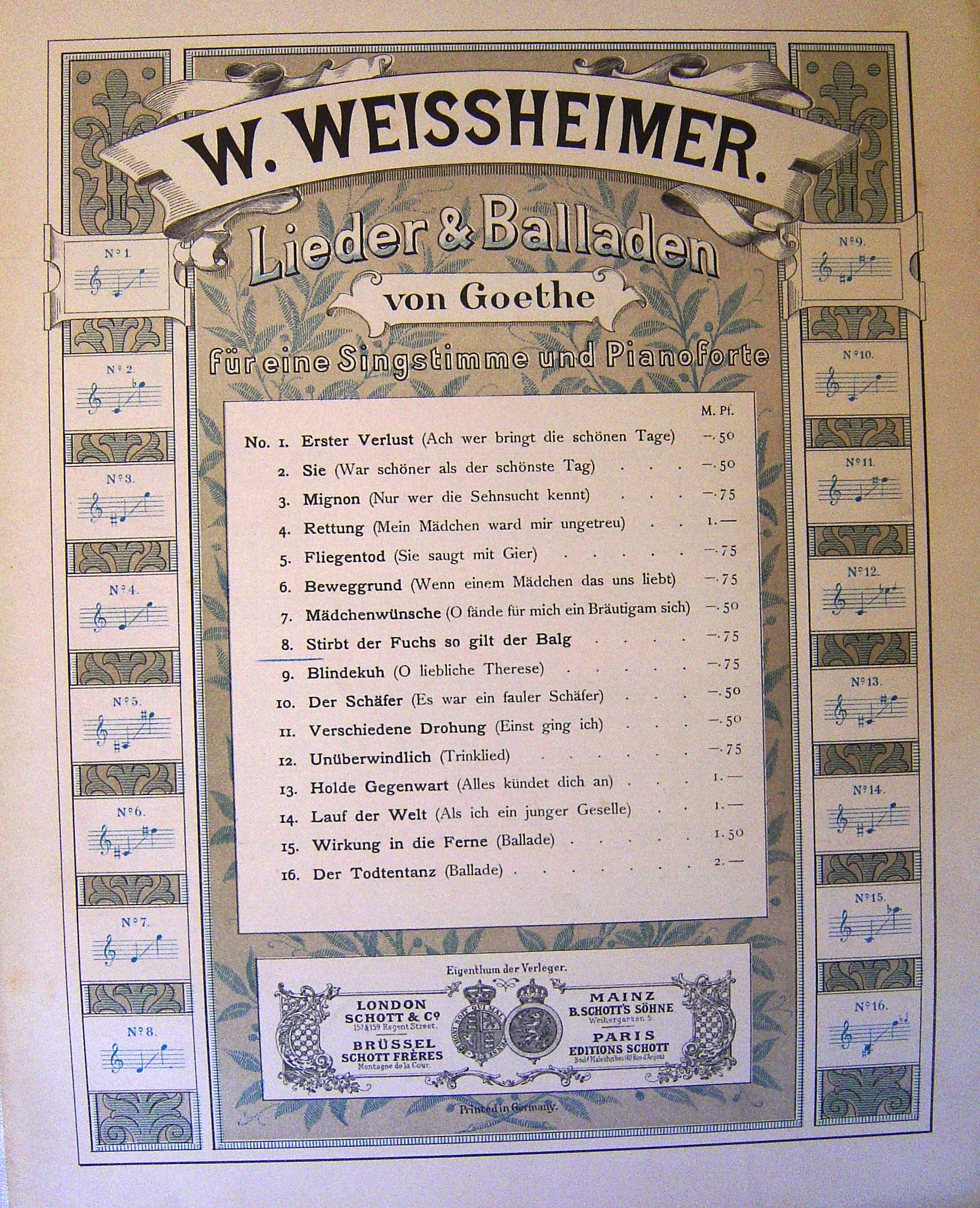
Chanson et balade de Goethe
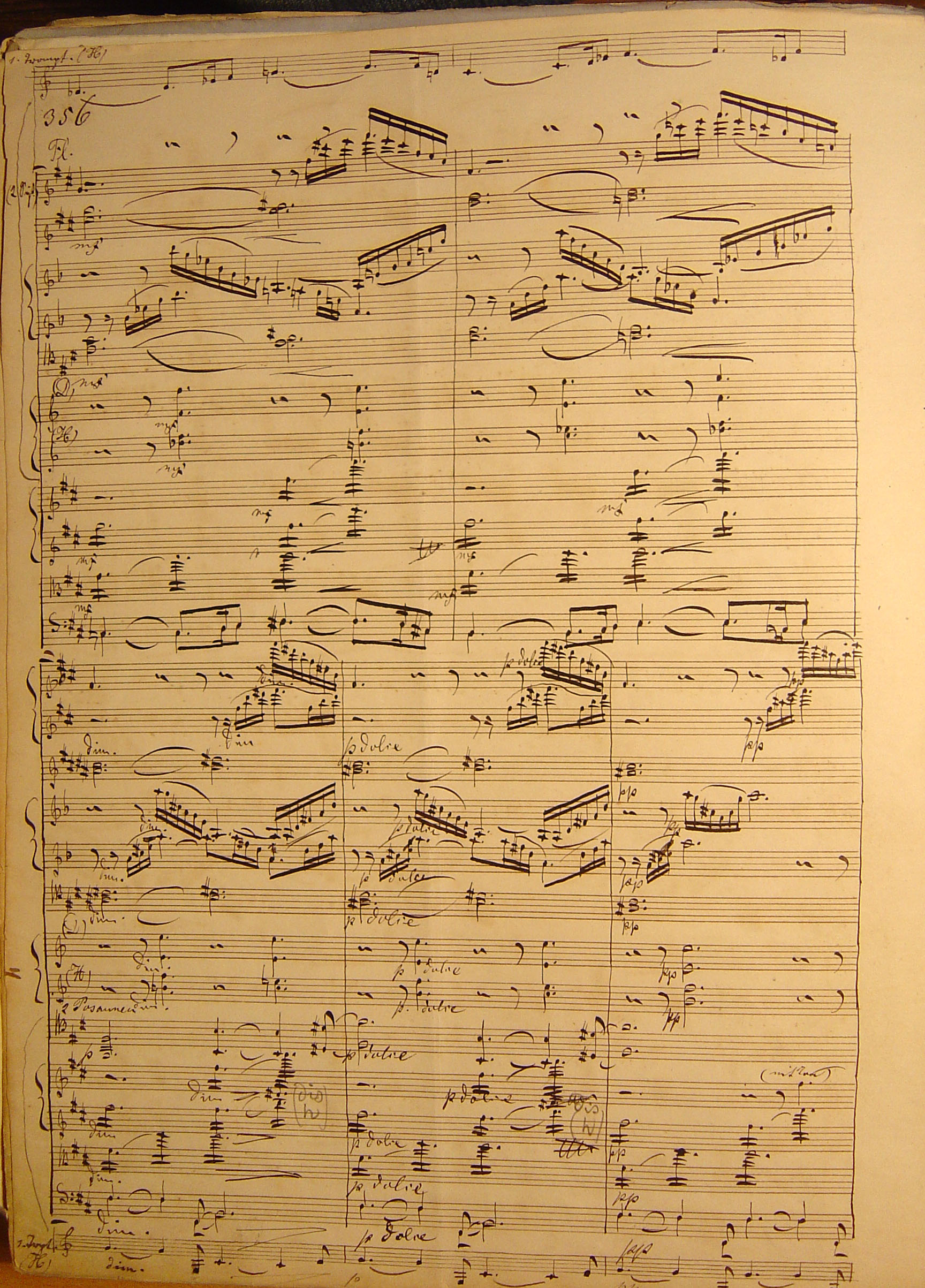
Partition de Weißheimer Theodor Körner
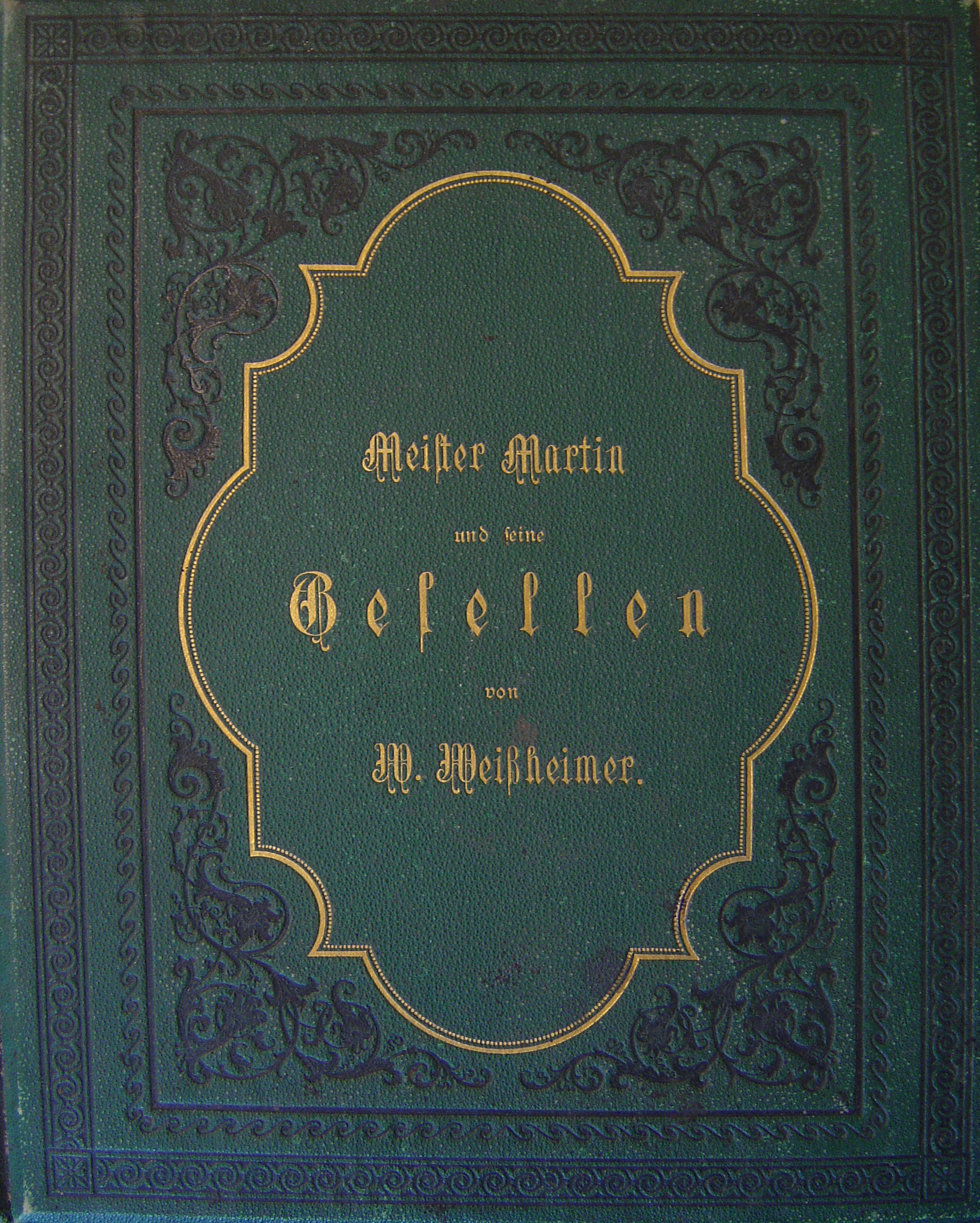
Partition de Weißheimer Meister Martin

### Soir de la vie

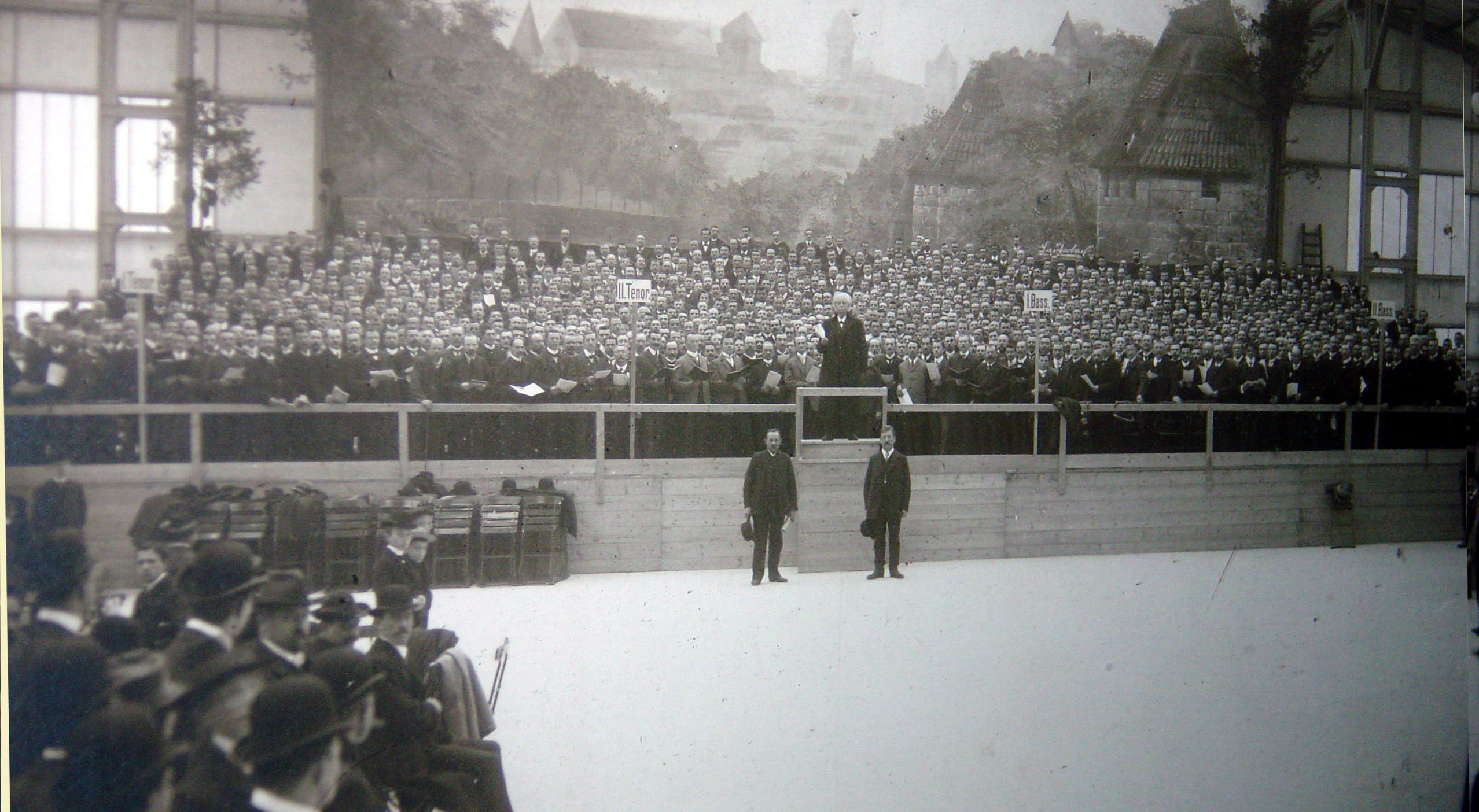
Wendelin Weißheimer, directeur d'un grand chorale au Luitpoldhalle de Nuremberg

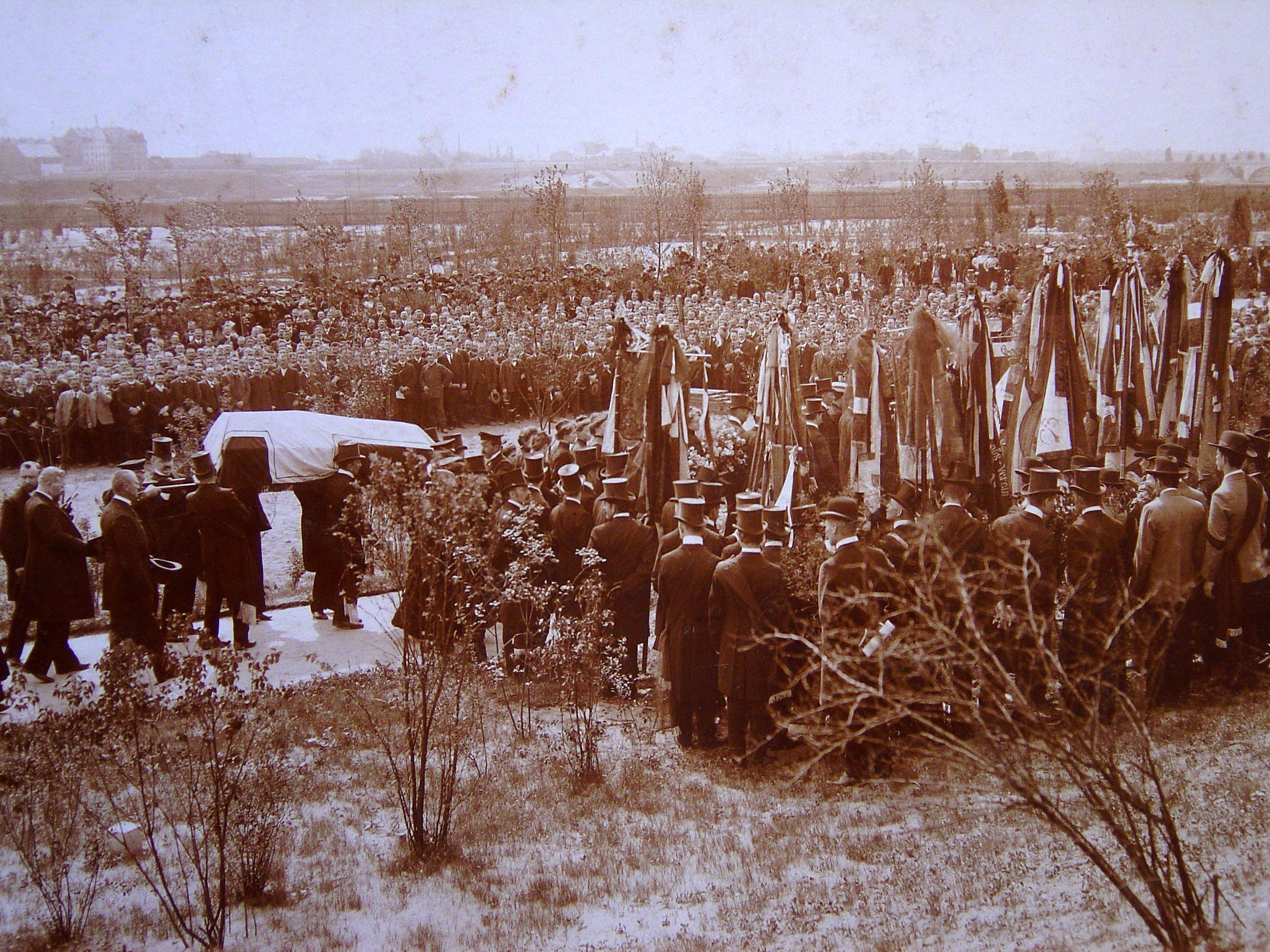
Enterrement de Wendelin Weißheimer au

En 1893 Weißheimer se retirait à Fribourg-en-Brisgau pour intensifier son activité littéraire. Son premier livre Erlebnisse mit Richard Wagner, Franz Liszt und vielen anderen Zeitgenossen eut trois éditions en un an. En 1900 il déménageait à Nuremberg. De Fribourg et Nuremberg il revenait souvent à Osthofen dans le Steinmühle. Lors de rencontres avec ses amis d'autrefois il présentait souvent des improvisations sur des thèmes de Wagner ou de Liszt. Pendant ses dernières années de vie il dirigeait des grands chorales lors des congrès du parti socialiste.
Avec ces activités il voulait soutenir voire élever les grandes masses du mouvement ouvrier vers l'art et la culture. Wendelin Weißheimer décédait au 16 juin 1910. Sa mort a causé une grande émotion. 30 syndiqués socialistes suivaient son cercueil et tous les grands journaux ont imprimé des nécrologies.

## Œuvres

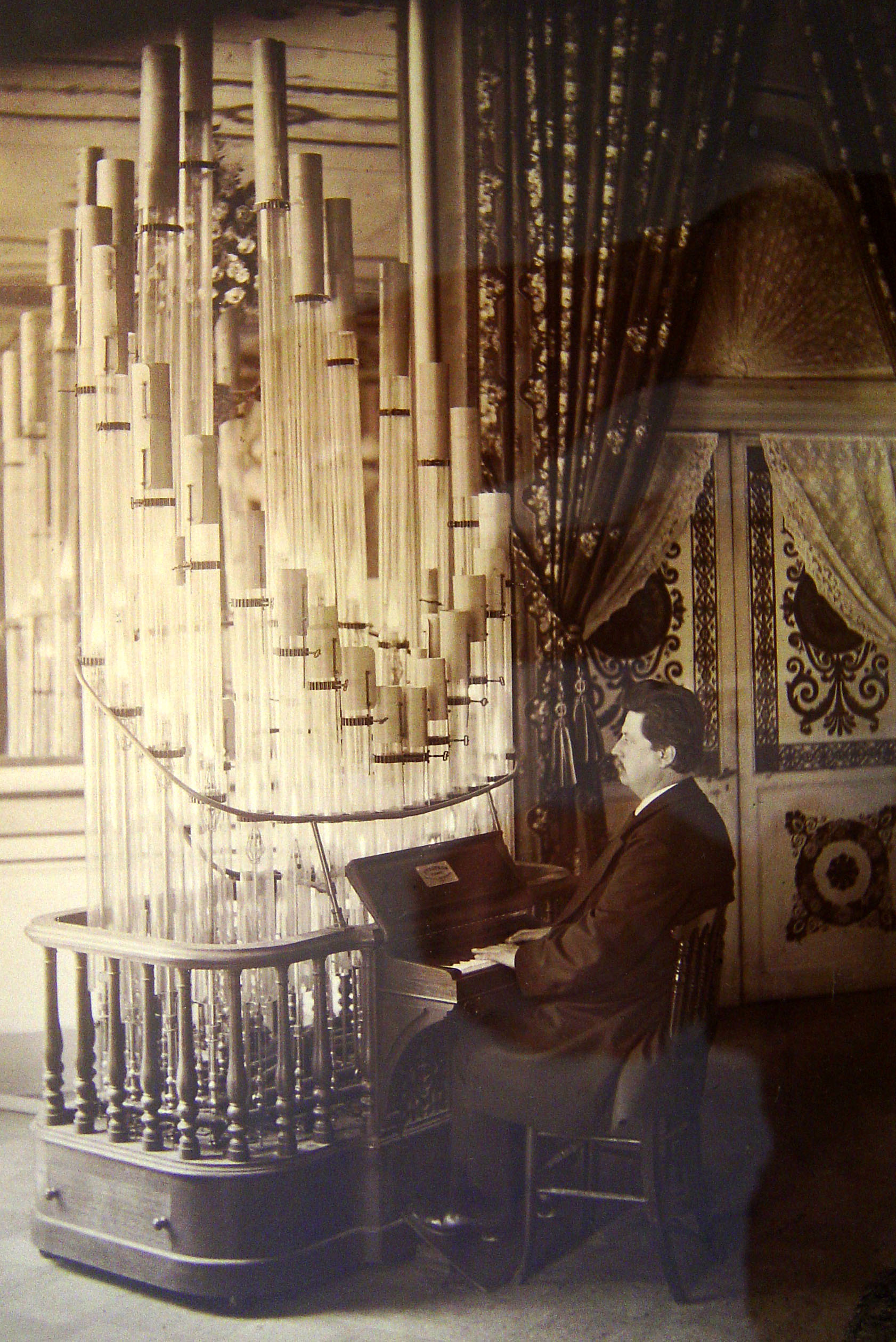
Wendelin Weißheimer jouant le Flammenorgel

Wendelin Weißheimer laissait 106 œuvres, parmi eux plusieurs chansons et cycles chorales. Bien qu'il cherchasse sa façon à lui, il ne pouvait pas nier l'influence de son maître Franz Liszt son ami Richard Wagner.

### Œuvres imprimées et souvent présentées

#### Opéras
- 1863/1864 : Leyer und Schwert (ou Theodor Körner ; texte : Louise Otto-Peters), opéra patriotique en quatre actes ; première en 1872 dans le Hof- und Nationaltheater München.
- 1878 : Meister Martin und seine Gesellen (d'après une conte de E.T.A. Hoffmann) ; première en 1879 dans le Großherzoglichen Hoftheater Karlsruhe.

#### Symphonies
- 1860–1862 : Ritter Toggenburg] (texte : poème de Schiller) ; symphonie pour grand orchestre ; première en 1862 au Leipziger Gewandhaus.
- 1870 : An Mozart, symphonie pour un petit orchestre ; première en 1871 à Zürich.

#### Chansons et balades
- 1856 : Das Grab im Busento (texte : August von Platen-Hallermünde), balade pour basse seule, chorale masculine et orchestre ; première en 1857 à Leipzig.
- 1858/1859 : König Sigfrid (texte : Ludwig Uhland), balade pour baryton ou basse accompagnée au piano ; Opus 1, dédié à Franz Liszt.
- 1864–1866 : Die große Firma (texte : poème de Franz von Gaudy (de)), éloge pour Ferdinand Lassalle.
- 1864–1866 : Fünf Geistliche Sonnette (texte : poème de Theodor Körner)
  - Jesus und die Samariterin
  - Jesus und die Sünderin
  - Das Abendmahl
  - Christi Erscheinung in Emaus
  - Christi Himmelfahrt
- 1868/1869 : Deutsche Minnesänger, cycle de chansons. 
  - Premier cahier Dietmar von Aist (de) :
    - Nr. 1 Der Falke (soprano)
    - Nr. 2 Die Trennung (soprano)
    - Nr. 3 Im Frühling (soprano)

  - Deuxième cahier Der von Kürenberg (de) :
    - Nr. 1 Der Falke (soprano)
    - Nr. 2 Der Abendstern (mezzo-soprano ou baryton)
    - Nr. 3 Liebesleid (mezzo-soprano)
    - Nr. 4 Des Geliebten Abschied (mezzo-soprano et baryton)
    - Nr. 5 Nur der Eine (mezzo-soprano)
    - Nr. 6 Trennung (mezzo-soprano et baryton)

  - Troisième cahier Spervogel (de) :
    - Nr. 1 Tugend das schönste Kleid (mezzo-soprano et baryton)
    - Nr. 2 Lebensregel (alto ou basse)
    - Nr. 3 Der Thor (alto ou basse)
    - Nr. 4 Die böse Zeit (mezzo-soprano et baryton)
    - Nr. 5 Der gute Wirt (basse)
- Heinrich von Veldeke :
  - Nr. 6 Minnelied (ténor)
  - Nr. 7 Minnelied (baryton)
  - Nr. 8 Macht der Liebe (ténor)
  - Nr. 9 Graues Haar (baryton ou basse)
- Wernher von Tegernsee
  - Nr. 10 Liebesreim (soprano ou ténor)
- Chansons populaires du XIIe siècle
  - Nr. 11 Komm, o komm, Geselle mein
  - Nr. 12 Ich hab’ im Herzen sehlich Leid (soprano)
- Quatrième cahier Christian von Hamle :
  - Nr. 1 Der Anger (baryton ou mezzo-soprano)
  - Nr. 2 Vier Augen und zwei Herzen (baryton ou mezzo-soprano)
  - Nr. 3 Wächterlied (soprano et baryton en alternance)
  - Nr. 4 Treue (ténor)
  - Nr. 5 Frauenlob (ténor)
- Herzog Johann I. von Brabant
  - Herba lori fa (soprano ou ténor)
- 1869 : Lieder für eine Singstimme und Pianoforte
  - Wenn immer es so bliebe (texte: d'après un poème de Friedrich von Bodenstedt)
  - Fragst Du mit den Äugelein? (texte: d'après un poème de Peter Cornelius)
  - Stürmische Liebe (texte: d'après un poème de Paul Fleming)
- 1892–1896 : Lieder und Balladen pour une seule voix accompagnée par le piano (d'après des poèmes de Johann Wolfgang von Goethe).
  - Nr. 1 Erster Verlust
  - Nr. 2 Sie!
  - Nr. 3 Mignon
  - Nr. 4 Rettung
  - Nr. 5 Fliegentod
  - Nr. 6 Beweggrud
  - Nr. 7 Mädchenwünsche
  - Nr. 8 Stirb der Fuchs, so gilt der Balg
  - Nr. 9 Blindekuh
  - Nr. 10 Der Schäfer
  - Nr. 11 Verschiedene Drohung
  - Nr. 12 Unüberwindlich
  - Nr. 13 Holde Gegenwart
  - Nr. 14 Lauf der Welt
  - Nr. 15 Wirkung in der Ferne(Ballade)
  - Nr. 16 Der Todtentanz(Ballade)
  - Nr. 17 Der Sänger
  - Nr. 18 Der Rattenfänger
- 1880 : Die Löwenbraut (texte : d'après un poème de Adelbert von Chamisso), balade concertant pour une seule voix et orchestre (ou piano).
- 1876 : Deutsche Kaiserhymne (texte : d'après un poème de F. W. Plath), chorale pour 4 voix masculines

#### Autres
- 1887–1891 : Eine obligate Violinenstimme zu sämtlichen Präludien in Johann Sebastian Bachs Wohltemperiertem Klavier

#### Chorales
- 1895–1898 : Epiphanias (poème de Johann Wolfgang von Goethe) pour corale masculine, ténor, baryton et basse-solo.
- 1870–1899 : Acht Lieder für Männerchor
  - Die Königin von England (chanson populaire du XIIe siècle)
  - Hans Gerstenkorn (poème de Robert Burns)
  - Deutsche Philisterei (poème de Hoffmann von Fallersleben)
  - Schneider-Kourage (poème de Johann Wolfgang von Goethe)
  - Das goldne Kalb (poème de Heinrich Heine)
  - Wartet nur (poème de Heinrich Heine)
  - Erleuchtung (poème de Heinrich Heine)
  - Verheißung (poème de Heinrich Heine)
  - Tendenzlied (poème de Heinrich Heine)
  - Bet’ und arbeit’ (chanson de la corporation de Georg Herwegh), „Zur Fünfundzwanzigjährigen Vereinigung der Sozialdemokratie Deutschlands dem Sozialdemokratischen Parteitag zu Mainz 1900 gewidmet“.
- 1900–1902 : Würger Kronzoll (poème de Robert Seidel (de)) chorale masculine à quatre voix.

### Œuvres non-imprimées

#### Opéras
- Der vierjährige Posten, (d'après un texte d'opéra de Theodor Körner), achevé en 1867.
- Ingeborg von Dänemark, grand opéra en quatre actes de Wendelin Weißheimer, achevé en 1884.
- Das wundertätige Cruzifix, opéra en trois actes (d'après une légende de C.F.D.Schubart), inachevé.

#### Cantate
- O lieb’, solang du lieben kannst (Poème de Ferdinand Freiligrath), cantate pour voix seule, chorale et orchestre, plus tard refait pour chorale feminine.
- Trocknet nicht, Thränen der ewigen Liebe (Poème de Johann Wolfgang von Goethe) pour chorale et orchestre; première au Leipziger Gewandhaus 1862.
- Religioso (Poème de Emanuel Geibel), cantate pour ténor, chorale masculine et grand orchestre.
- Frühlingslied (suite à Mirza Schaffy de Friedrich von Bodenstedt) pour chorale mixte soprano solo et ténor solo et pianoforte ou orchestre.
- Die Grillen und der Poet ou Schlimmer Besuch (Poème de Emanuel Geibel) pour chorale féminine, baryton solo et pianoforte.
- Der Tanz (Poème de Paul Fleming) pour chorale mixte et pianoforte.
- Ich möchte weinen (Poème de Heinrich Heine) pour ténor et orchestre, achevé en 1859.
- An Fanny (Ode de Friedrich Gottlieb Klopstock) pour ténor et orchestre.

#### Chorales
Chorales masculines et féminines
- Cahier I
  - Geistliches Lied (Poème de Paul Fleming)
  - Auf das Sterben eines neugebornen Töchterleins (Poème de Paul Fleming)
  - Hochzeitslied (Poème de Johann Georg Jacobi)
  - An die Natur (Poème den Friedrich Leopold Stolberg)
  - Glaube, Hoffnung und Liebe
- Cahier II Chansons et poèmes de Johann Wolfgang von Goethe
  - Wer nie sein Brot in Thränen aß
  - Zum neuen Jahr
  - Wonne der Wehmut
  - Frühlinsorakel
  - Schneider-Courage

Dix chansons à trois et quatre voix pour chorale masculine
- Hymnus (Poème de Spervogel)
- Volkslied aus dem 12. Jahrhundert
- Jägerlied (Poème de Ernst Schulze (de))
- Nachtlied (Poème de Johann Wolfgang von Goethe)
- Rheinlied (Poème d'Emanuel Geibel)